# Stories (álbum de Avicii)
Stories é o segundo álbum de estúdio do DJ sueco Avicii. Foi lançado em 2 de outubro de 2015, pela PRMD e Island Records. O álbum foi produzido por Avicii com produção adicional feita por Salem Al Fakir, Alex Ebert, Carl Falk, Kristoffer Fogelmark, Martin Garrix, Dhani Lennevald, Ash Pournouri, Albin Nedler e Vincent Pontare em várias faixas.
Quatro singles foram lançados: "Waiting for Love", "Pure Grinding", "For a Better Day" e "Broken Arrows". Além disso, dois singles promocionais foram lançados: "Ten More Days" e "Gonna Love Ya". A partir da primeira semana de novembro de 2015, Stories vendeu um milhão de cópias em todo o mundo. Stories também foi o quarto álbum mais ouvido de 2015 em todo o mundo no Spotify.

## Contexto
Em julho de 2014, Avicii disse a Rolling Stone que ele havia trabalhado em 70 músicas para o próximo álbum e inclui colaborações com Jon Bon Jovi, Billie Joe Armstrong, Chris Martin, Wyclef Jean, Serj Tankian e Matisyahu. Descrevendo o álbum, Avicii disse: "Vai ser muito mais orientado para a música".
Em 2 de março de 2015, Avicii tocou ao vivo no Future Music Festival da Austrália. Muitas músicas foram vazadas na Internet a partir do conjunto UMF 2015 de Avicii. Essas músicas incluem "Waiting For Love", "For a Better Day", " City Lights" e "Sunset Jesus", vazaram como o nome de "Attack". Uma lista completa das músicas pode ser encontrada na página do SoundCloud de Avicii.
Em 22 de maio de 2015, Avicii estreou seu primeiro single, "Waiting for Love". A trilha foi coproduzida pelo DJ e produtor Martin Garrix. Quase um mês depois, Avicii comunicou pelo Twitter que terminou o álbum após dois anos de trabalho. Em 4 de agosto de 2015, foi anunciado na iHeartMedia Summit que o próximo single da Avicii de Stories seria "For a Better Day", com o cantor Alex Ebert. Em 28 de agosto, ele lançou dois singles de forma simultânea, "For a Better Day" e "Pure Grinding".

## Singles
"Waiting for Love" é uma canção com vocais não credenciados de Simon Aldred e foi lançando em 22 de maio de 2015.
"For a Better Day" é uma canção com vocais não credenciados de Alex Ebert e foi lançando em 28 de agosto de 2015.
"Pure Grinding" é uma canção com vocais não credenciados de Kristoffer Fogelmark e Earl St. Clair e foi lançando em 28 de agosto de 2015.
"Broken Arrows" é uma canção com vocais não credenciados de Zac Brown e foi lançando pela primeira vez em 29 de setembro de 2015, três dias antes do lançamento do álbum como single de pré-encomenda. Tornou-se oficialmente single durante outubro de 2015. Seu videoclipe foi lançado em 29 de novembro de 2015.

### Singles promocionais
"Ten More Days" é uma música com vocais não credenciados de Zak Abel e foi lançado em 30 de setembro de 2015.
"Gonna Love Ya" é uma música com vocais não credenciados de Sandro Cavazza e Avicii lançou-o em 1 de outubro de 2015.

## Faixas
Stories - Formato CD, Download Digital, Streaming, Spotify e iTunes.
| N.º            | Título                   | Compositor(es)                                                                                           | produtor(es)                                   | Duração |  |
| 1.             | "Waiting for Love"       | Tim Bergling Simon Aldred Salem Al Fakir Vincent Pontare Martijn Garritsen                               | Avicii Martin Garrix                           | 3:50    |  |
| 2.             | "Talk to Myself"         | Tim Bergling Sterling Fox Matt Hartke Alex Drury                                                         | Tim Bergling Carl Falk Ash Pournouri           | 3:55    |  |
| 3.             | "Touch Me"               | Tim Bergling Adriano Buffone Gerrard O'Connell Celeste Waite Ash Pournouri                               | Tim Bergling                                   | 3:06    |  |
| 4.             | "Ten More Days"          | Tim Bergling Simon Aldred Zak Abel                                                                       | Tim Bergling                                   | 4:05    |  |
| 5.             | "For a Better Day"       | Tim Bergling Alex Ebert                                                                                  | Tim Bergling Alex Ebert                        | 3:26    |  |
| 6.             | "Broken Arrows"          | Tim Bergling Zac Brown Eric Turner Rami Yacoub Niko Moon                                                 | Tim Bergling Carl Falk Ash Pournouri           | 3:52    |  |
| 7.             | "True Believer"          | Tim Bergling Chris Martin                                                                                | Tim Bergling                                   | 4:48    |  |
| 8.             | "City Lights"            | Tim Bergling Noonie Bao Oskar Jonas Wallin Ash Pournouri                                                 | Tim Bergling Ash Pournouri                     | 6:28    |  |
| 9.             | "Pure Grinding"          | Tim Bergling Kristoffer Fogelmark Albin Nedler Earl Johnson                                              | Tim Bergling Kristoffer Fogelmark Albin Nedler | 2:51    |  |
| 10.            | "Sunset Jesus"           | Tim Bergling Sandro Cavazza Gavin DeGraw Carl Falk Savan Kotecha Dhani Lennevald Mike Posner Rami Yacoub | Tim Bergling Dhani Lennevald                   | 2:46    |  |
| 11.            | "Can't Catch Me"         | Tim Bergling Wyclef Jean Mike Einziger Mathew Miller                                                     | Tim Bergling                                   | 3:37    |  |
| 12.            | "Somewhere in Stockholm" | Tim Bergling Daniel Adams-Ray Henrik Jonback Carl Petter Tarland Oskar Jonas Wallin                      | Tim Bergling                                   | 6:35    |  |
| 13.            | "Trouble"                | Tim Bergling Carl Falk Wayne Hector Rami Yacoub                                                          | Tim Bergling                                   | 2:52    |  |
| 14.            | "Gonna Love Ya"          | Tim Bergling Sandro Cavazza Dhani Lennevald Ash Pournouri Marcus Thunberg Wessel                         | Tim Bergling Ash Pournouri Dhani Lennevald     | 3:35    |  |
| Duração total: | Duração total:           | Duração total:                                                                                           | Duração total:                                 | 54:40   |  |

Stories – Versão do Reino Unido
| N.º            | Título         | Duração |  |
| 15.            | "The Nights"   | 2:56    |  |
| Duração total: | Duração total: | 57:29   |  |

Stories – Versão Russa e Japonesa (Faixas Bônus)
| N.º            | Título                               | Duração |  |
| 15.            | "The Days"                           | 4:38    |  |
| 16.            | "The Nights"                         | 2:56    |  |
| 17.            | "Waiting for Love (Sam Feldt Remix)" | 5:10    |  |
| Duração total: | Duração total:                       | 1:07:17 |  |

## Recepção da crítica
| Críticas profissionais | Críticas profissionais |
| Pontuações agregadas   | Pontuações agregadas   |
| Fonte                  | Avaliação              |
| ---------------------- | ---------------------- |
| Metacritic             | 64/100                 |
| Avaliações da crítica  |                        |
| Fonte                  | Avaliação              |
| AllMusic               | [ 10 ]                 |
| Billboard              | [ 11 ]                 |
| Boston Globe           | (favorável)            |
| Rolling Stone          | [ 13 ]                 |

O álbum recebeu críticas mistas a médias. No Metacritic, o álbum recebeu uma pontuação de 64, indicando revisões misturadas. David Jeffries, da AllMusic, deu ao álbum uma revisão positiva, afirmando que: "Stories é agradável, vivo e diverso é uma ótima razão para pensar de Avicii como produtor de música atraente, com EDM, pop e todos os outros gêneros em uma escala deslizante". Maura Johnston, do Boston Globe, disse que "Stories arrasa um pouco no final, o ponto baixo sendo uma faixa de reggae-lite estrelado por ex-Fugee Wyclef Jean e Matisyahu de fusão, mas quando atinge, atinge grande."
Michaelangelo Matos, da Billboard, deu ao álbum uma crítica positiva, louvando "Talk to Myself", "Touch Me" e "City Lights", dizendo que: "São homenagens mais ou menos diretas de Daft Punk, com uma sensação filtrada, discoteca, efeitos brincalhões e descobertas de cortes de som".

## Desempenho nas tabelas musicais
| Tabela musical (2015)                       | Melhor posição |
| ------------------------------------------- | -------------- |
| Alemanha (Offizielle Deutsche Charts)       | 8              |
| Austrália (ARIA)                            | 10             |
| Áustria (Ö3 Austria Top 40)                 | 6              |
| Bélgica (Ultratop Valônia)                  | 14             |
| Bélgica (Ultratop Flandres)                 | 7              |
| Canadá (Billboard)                          | 3              |
| República Tcheca (ČNS IFPI)                 | 25             |
| Coreia do Sul (Gaon)                        | 42             |
| Dinamarca (Hitlisten)                       | 9              |
| Escócia (Official Scottish Albums)          | 3              |
| Espanha (PROMUSICAE)                        | 17             |
| Estados Unidos (Billboard 200)              | 17             |
| Estados Unidos (Billboard Dance/Electronic) | 1              |
| Estados Unidos (Digital Albums)             | 8              |
| Finlândia (Suomen virallinen lista)         | 10             |
| França (SNEP)                               | 19             |
| Hungria (MAHASZ)                            | 11             |
| Irlanda (IRMA)                              | 11             |
| Itália (FIMI)                               | 14             |
| Japão (Oricon)                              | 9              |
| Noruega (VG-lista)                          | 1              |
| Nova Zelândia (RMNZ)                        | 23             |
| Países Baixos (Dutch Charts)                | 7              |
| Reino Unido (Official Albums Chart)         | 9              |
| Reino Unido (UK Dance Albums Chart)         | 3              |
| Suécia (Sverigetopplistan)                  | 1              |
| Suíça (Schweizer Hitparade)                 | 3              |

| País                       | Certificação | Vendas |
| -------------------------- | ------------ | ------ |
| Áustria (IFPI Áustria)     | Ouro         | 7.500  |
| Dinamarca (IFPI Dinamarca) | Ouro         | 10.000 |
| Polônia (ZPAV)             | Ouro         | 10.000 |
| Suécia (GLF)               | 2× Platina   | 80.000 |

## Pessoal
Vocais:
- Simon Aldred (Faixa 1)
- Sterling Fox (Faixa 2)
- Celeste Waite (Faixa 3)
- Zak Abel (Faixa 4)
- Alex Ebert (Faixa 5)
- Zac Brown (Faixa 6)
- Chris Martin e Avicii (Faixa 7)
- Noonie Bao (Faixa 8)
- Jonas Wallin (Faixa 8)
- Kristoffer Fogelmark (Faixa 9)
- Earl St. Clair (Faixa 9 e 14)
- Gavin DeGraw (Faixa 10)
- Matisyahu (Faixa 11)
- Wyclef Jean (Faixa 11)
- Daniel Adams-Ray (Faixa 12)
- Wayne Hector (Faixa 13)
- Sandro Cavazza (Faixa 14)
- Robbie Williams (Faixa 15}
- Brandon Flowers (Faixa 15)
- Salem Al Fakir (Faixa 15)
- RAS (Nicholas Furlong; Faixa 16)

## Histórico de lançamento
| Região  | Data                 | Formato              | Gravadora                    |
| ------- | -------------------- | -------------------- | ---------------------------- |
| Mundial | 2 de outubro de 2015 | CD, Download digital | Lava Records, Epic's Records |